# Gran Premi d'Austràlia del 2007
Resultats del Gran Premi d'Austràlia de Fórmula 1 de la temporada 2007 disputat a Melbourne el 18 de març del 2007.

## Qualificacions del dissabte
| Pos. | País          | Pilot                | Equip                | Temps    | Diferència  |
| ---- | ------------- | -------------------- | -------------------- | -------- | ----------- |
| 1    | Finlàndia     | Kimi Räikkönen       | Ferrari              | 1'26"072 |             |
| 2    | Espanya       | Fernando Alonso      | McLaren - Mercedes   | 1'26"493 | + 00'00"421 |
| 3    | Alemanya      | Nick Heidfeld        | Sauber - BMW         | 1'26"556 | + 00'00"484 |
| 4    | Regne Unit    | Lewis Hamilton       | McLaren - Mercedes   | 1'26"755 | + 00'00"683 |
| 5    | Polònia       | Robert Kubica        | Sauber - BMW         | 1'27"347 | + 00'01"275 |
| 6    | Itàlia        | Giancarlo Fisichella | Renault              | 1'27"634 | + 00'01"562 |
| 7    | Austràlia     | Mark Webber          | Red Bull - Renault   | 1'27"934 | + 00'01"862 |
| 8    | Itàlia        | Jarno Trulli         | Toyota               | 1'28"404 | + 00'02"332 |
| 9    | Alemanya      | Ralf Schumacher      | Toyota               | 1'28"682 | + 00'02"610 |
| 10   | Japó          | Takuma Sato          | Super Aguri - Honda  | 1'28"871 | + 00'02"799 |
| 11   | Regne Unit    | Anthony Davidson     | Super Aguri - Honda  | 1'26"909 | + 00'02"837 |
| 12   | Alemanya      | Nico Rosberg         | Williams - Toyota    | 1'26"914 | + 00'00"842 |
| 13   | Finlàndia     | Heikki Kovalainen    | Renault              | 1'26"964 | + 00'00"892 |
| 14   | Regne Unit    | Jenson Button        | Honda                | 1'27"264 | + 00'01"192 |
| 15   | Àustria       | Alexander Wurz       | Williams - Toyota    | 1'27.393 | + 00'01"321 |
| 16   | Brasil        | Felipe Massa         | Ferrari              |          |             |
| 17   | Brasil        | Rubens Barrichello   | Honda                | 1'27"679 | + 00'01"607 |
| 18   | Estats Units  | Scott Speed          | Toro Rosso - Ferrari | 1'28"305 | + 00'02"233 |
| 19   | Escòcia       | David Coulthard      | Red Bull - Renault   | 1'28"579 | + 00'02"507 |
| 20   | Itàlia        | Vitantonio Liuzzi    | Toro Rosso - Ferrari | 1'29"267 | + 00'03"195 |
| 21   | Alemanya      | Adrian Sutil         | Spyker - Ferrari     | 1'29"339 | + 00'03"267 |
| 22   | Països Baixos | Christijan Albers    | Spyker - Ferrari     | 1'31"932 | + 00'05"860 |

## Resultats de la cursa
| Pos | País          | Pilot                | Equip                | Voltes | Temps/ Retir. | Pos. de sort. | Punts |
| --- | ------------- | -------------------- | -------------------- | ------ | ------------- | ------------- | ----- |
| 1   | Finlàndia     | Kimi Räikkönen       | Ferrari              | 58     | 1:25:28.770   | 1             | 10    |
| 2   | Espanya       | Fernando Alonso      | McLaren - Mercedes   | 58     | + 7.023       | 2             | 8     |
| 3   | Regne Unit    | Lewis Hamilton       | McLaren - Mercedes   | 58     | + 18.595      | 4             | 6     |
| 4   | Alemanya      | Nick Heidfeld        | Sauber - BMW         | 58     | + 38.763      | 3             | 5     |
| 5   | Itàlia        | Giancarlo Fisichella | Renault              | 58     | + 1:06.469    | 6             | 4     |
| 6   | Brasil        | Felipe Massa         | Ferrari              | 58     | + 1:06.805    | 16            | 3     |
| 7   | Alemanya      | Nico Rosberg         | Williams - Toyota    | 57     | + 1 Volta     | 12            | 2     |
| 8   | Alemanya      | Ralf Schumacher      | Toyota               | 57     | + 1 Volta     | 9             | 1     |
| 9   | Itàlia        | Jarno Trulli         | Toyota               | 57     | + 1 Volta     | 8             |       |
| 10  | Finlàndia     | Heikki Kovalainen    | Renault              | 57     | + 1 Volta     | 13            |       |
| 11  | Brasil        | Rubens Barrichello   | Honda                | 57     | + 1 Volta     | 17            |       |
| 12  | Japó          | Takuma Sato          | Super Aguri - Honda  | 57     | + 1 Volta     | 10            |       |
| 13  | Austràlia     | Mark Webber          | Red Bull - Renault   | 57     | + 1 Volta     | 7             |       |
| 14  | Itàlia        | Vitantonio Liuzzi    | Toro Rosso - Ferrari | 57     | + 1 Volta     | 20            |       |
| 15  | Regne Unit    | Jenson Button        | Honda                | 57     | + 1 Volta     | 14            |       |
| 16  | Regne Unit    | Anthony Davidson     | Super Aguri - Honda  | 56     | + 2 Voltes    | 11            |       |
| 17  | Alemanya      | Adrian Sutil         | Spyker - Ferrari     | 56     | + 2 Voltes    | 21            |       |
| 18  | Escòcia       | David Coulthard      | Red Bull - Renault   | 48     | Col·lisió     | 19            |       |
| 19  | Àustria       | Alexander Wurz       | Williams - Toyota    | 48     | Col·lisió     | 15            |       |
| 20  | Polònia       | Robert Kubica        | Sauber - BMW         | 36     | Caixa canvi   | 5             |       |
| 21  | Estats Units  | Scott Speed          | Toro Rosso - Ferrari | 30     | Motor         | 18            |       |
| 22  | Països Baixos | Christijan Albers    | Spyker - Ferrari     | 10     | Accident      | 22            |       |

## Altres
- Volta ràpida: Kimi Räikkönen 1'25"235
- Pole: Kimi Räikkönen 1' 26. 072

| Cursa anterior: Gran Premi de Brasil del 2006  | FIA 2007 Campionat del Món | Cursa Següent: Gran Premi de Malàisia del 2007 |
| Anterior G.P.: Gran Premi d'Austràlia del 2006 | Gran Premi d'Austràlia     | Pròxim G.P.: Gran Premi d'Austràlia del 2008   |